# 奧地利的庫妮根德
奧地利的庫妮根德（德語：Kunigunde von Österreich，1465年3月16日—1520年8月6日），巴伐利亞公爵夫人，神聖羅馬皇帝腓特烈三世的女兒。

## 家庭
1487年，庫妮根德與巴伐利亞-慕尼黑公爵阿爾布雷希特四世結婚，兩人共有3子4女：
1. 希多妮（英语：Sidonie of Bavaria）（1488年—1505年），早逝
2. 希比爾（1489年—1519年），普法爾茨選侯夫人
3. 莎碧娜（1492年—1564年），符騰堡公爵夫人
4. 威廉（1493年—1550年），巴伐利亞公爵
5. 路易（1495年—1545年），巴伐利亞公爵
6. 恩斯特（英语：Ernest of Bavaria (1500–1560)）（1500年—1560年）
7. 蘇珊娜（1502年—1543年），布蘭登堡-庫爾姆巴赫藩侯夫人